# Saint-Michel-d'Halescourt

Saint-Michel-d'Halescourt este o comună în departamentul Seine-Maritime, Franța. În 1 ianuarie 2022 avea o populație de 119 de locuitori.